# あまめはぎ
あまめはぎは、石川県の輪島市や鳳珠郡能登町に伝わる伝統行事（妖怪）。能登のアマメハギという名称で1979年（昭和54年）重要無形民俗文化財に指定された。また伝承の途絶えていた新潟県村上市でも、2005年（平成17年）に保存会が発足し、行事が復活した（村上市の市指定無形民俗文化財）。2018年11月29日に「アマメハギ」、「男鹿のナマハゲ」（秋田県男鹿市）や「宮古島のパーントゥ」（沖縄県宮古島市）などを含めた８県の１０の行事からなる「来訪神　仮面・仮装の神々」として、ユネスコの無形文化遺産に認定された。

## 概要
囲炉裏や火鉢に長くあたっているとできる火だこ（温熱性紅斑）のことをアマメと言い、怠け者の証しとされている。これを剥ぎ取る妖怪がアマメハギである。
類似の行事は日本各地に伝わっており特に日本海側に多く、秋田県男鹿のなまはげ、山形県遊佐町のアマハゲ、福井県のあっぽっしゃなどがある。
能登地方では、正月と小正月の1月6日・14日・20日に輪島市の各地区で、節分の日に能登町で行われ、若者や子供が仮面を被って家々を回る。農閑期の終わりを前に、農民を管理していた当時の役人が農民達の怠惰を戒める為に鬼のような形相で各戸を訪問してきたことがルーツとされている。 
正月の1月6日に子供の行事として行われていた新潟県村上市の大栗田集落の「あまめはぎ」は、集落内に子供がいなくなり伝承が途絶えていたが、2005年（平成17年）9月に「村上市あまめはぎ保存会」が発足し、村上市内の小学生の参加を得て行事が復活した。